# ビル・ポーラッド
ビル・ポーラッド（Bill Pohlad）は、アメリカ合衆国の映画プロデューサー、映画監督、脚本家である。『ツリー・オブ・ライフ』や『それでも夜は明ける』を製作したことで知られている。

## 経歴
ミネソタ州出身。1987年、リヴァー・ロード・エンターテインメントを設立する。1990年、『Old Explorers』で映画監督デビューを果たす。2014年、ブライアン・ウィルソンの伝記映画『ラブ&マーシー 終わらないメロディー』を監督する。

## フィルモグラフィー

### 映画
- Old Explorers （1990年） - 監督・脚本・製作
- ブロークバック・マウンテン Brokeback Mountain （2005年） - 製作総指揮
- 毛皮のエロス/ダイアン・アーバス 幻想のポートレイト Fur: An Imaginary Portrait of Diane Arbus （2006年） - 製作
- イントゥ・ザ・ワイルド Into the Wild （2007年） - 製作
- フード・インク Food, Inc. （2008年） - 製作総指揮
- ランナウェイズ The Runaways （2010年） - 製作
- フェア・ゲーム Fair Game （2010年） - 製作
- ツリー・オブ・ライフ The Tree of Life （2011年） - 製作
- それでも夜は明ける 12 Years a Slave （2013年） - 製作
- わたしに会うまでの1600キロ Wild （2014年） - 製作
- ラブ&マーシー 終わらないメロディー Love & Mercy （2014年） - 監督・製作
- ロスト・イン・マンハッタン 人生をもう一度 Time Out of Mind （2014年） - 製作
- ボヤージュ・オブ・タイム Voyage of Time （2016年） - 製作
- ラスト・フェイス The Last Face （2016年） - 製作
- 怪物はささやく A Monster Calls （2016年） - 製作総指揮